# Le Libertin
Le Libertin è un film del 2000 diretto da Gabriel Aghion, tratto dall'opera teatrale Il libertino (1997) di Éric-Emmanuel Schmitt, anche autore della sceneggiatura assieme al regista.
Vi prese parte in un piccolo ruolo Audrey Tautou, che di lì a poco avrebbe raggiunto la fama internazionale con Il favoloso mondo di Amélie. La bella attrice si fece notare per una scena in cui mostrava il seno.